# Guy-Noël Tapoko
Guy-Noël Tapoko, né le 25 décembre 1968 à Bangangté (Cameroun), est un footballeur camerounais, milieu défensif ou relayeur des Lions Indomptables lors de la Coupe d'Afrique des nations de football 1992. Il est aujourd'hui entraîneur.

## Biographie

### Carrière de joueur
Footballeur contre l'avis de ses parents, qui auraient préféré qu'il privilégie les études, il doit attendre l'âge de 17 ans pour signer sa première licence, au Mystère de Douala avec lequel il ne tarde pas à évoluer en D2 camerounaise.
Il a tout juste 21 ans lorsque Valeri Nepomniachi, le coach russe des Lions Indomptables, le convoque pour un stage de pré-sélection en Yougoslavie en vue du Mondiale 90. Jugé trop jeune, il n'est pas retenu dans le groupe final.
Il rejoint le Stade lavallois en août 1991, par l'intermédiaire de Philippe Redon, ancien joueur lavallois devenu sélectionneur du Cameroun. Il est alors considéré comme le meilleur joueur camerounais.
En mars 1994 il figure sur une première liste de 22 joueurs établie par Henri Michel en vue de la Coupe du Monde. En mai il n'est finalement pas retenu en raison d'une légère blessure, et annonce mettre un terme à sa carrière internationale, une décision motivée par le désordre organisationnel camerounais et la fatigue occasionnée par les longs voyages pour rejoindre sa sélection. Il reviendra sur sa décision ultérieurement, participant aux qualifications pour le Mondial 1998.
En huit saisons à Laval il joue 202 matches et atteint deux fois les demi-finales de la Coupe de France, en 1993 face au Paris SG et 1997 face à Nice. Peu utilisé à partir de 1997, il voit son contrat résilié à l'amiable en janvier 1999. En 1999 il participe au stage estival de l'UNFP destiné aux joueurs sans contrat, avant d'effectuer un essai en Angleterre, puis de rejoindre le SC Tinqueux.
Durant sa carrière, Guy-Noël Tapoko eut comme agent Pape Diouf.

### Reconversion
En janvier 2006, il est candidat au BEES 2e degré, mais ne l'obtient pas. En 2008 il devient entraîneur de Laval Maghreb en DH. Il entraîne ensuite l'équipe réserve de La Vitréenne pendant deux saisons.
Il est entraîneur de l'équipe d'Argentré-du-Plessis (DSR) en 2012.
Pour la saison 2022-2023 il est préparateur physique de l'AS Bourny Laval, après en avoir été un des co-entraîneurs.

## Vie personnelle
Il est le père de Kévin Tapoko, footballeur professionnel né en 1994.

## Clubs
- 1985-1987 : Mystère de Douala ( Cameroun)
- 1988-1991 : Panthère du Ndé ( Cameroun)
- 1991-1999 : Stade lavallois ( France)
- 1999-2002 : SC Tinqueux ( France)
- 2002-2003 : Ancienne Château-Gontier ( France)